# Герб Кубы

Герб Кубы на конвертируемом песо (1994)

Герб Ку́бы является официальным геральдическим символом Кубы. Герб был создан Мигелем Теурбе-Толоном в 1849 году. Официальной эмблемой стал после провозглашения независимости в 1902 году. Законодательно утвержден в своем окончательном варианте первым президентом Кубы Томасом Эстрада Пальма 24 апреля 1906 года. 
Герб Республики Куба имеет форму щита, разделенного на три поля — горизонтально на 2/3 своей высоты и вертикально пополам.
В верхнем поле щита изображен расположенный между полуостровами Флорида и Юкатан ключ, запирающий вход в Мексиканский залив. Так подчеркивается географическое положение Кубы. На заднем плане видно восходящее солнце, знаменующее рождение нового государства. 
В нижнем левом поле гербового щита — три синие полосы кубинского флага, символизирующие три разделенных кубинских региона и их стремление к независимости. 
Пальма, равнины и горы в нижней правой части герба олицетворяют тепло и плодородие кубинской земли.  
Ветви остролистного дуба и лавра — символы силы и победы — обрамляют щит по бокам. Перевязанный красными лентами пучок фасций, находящийся за щитом, символизирует власть и республиканский государственный строй.
Сверху герб венчает красный фригийский колпак с белой пятиконечной звездой — ещё один знак равенства и свободы.